# WWE Night of Champions
WWE Night of Champions là sự kiện trả tiền cho mỗi lần xem (PPV) và phát trực tiếp đấu vật chuyên nghiệp do WWE, một tổ chức quảng bá đấu vật chuyên nghiệp có trụ sở tại Connecticut sản xuất. Sự kiện khai mạc diễn ra vào tháng 6 năm 2007 và là sự kết hợp giữa Vengeance với tựa đề Vengeance: Night of Champions. Vào năm 2008, Vengeance đã bị loại khỏi Night of Champions và nó đã chiếm vị trí PPV tháng 6. Sự kiện sau đó chuyển sang tháng 7 năm 2009 trước khi trở thành PPV tháng 9 hàng năm bắt đầu từ năm 2010. Ý tưởng ban đầu của Night of Champions là mọi chức vô địch được tranh đấu trong danh sách chính của WWE. Vào năm 2016, Night of Champions đã được thay thế bằng Clash of Champions có chủ đề tương tự nhưng đã bị ngừng sản xuất sau lần sử dụng cuối cùng vào năm 2020. Sau tám năm, Night of Champions đã được khôi phục để tổ chức vào tháng 5 năm 2023 với tư cách là sự kiện thứ chín của WWE ở Ả Rập Saudi. Mặc dù sự kiện năm 2023 dựa trên các trận tranh đai vô địch, nhưng không phải tất cả các chức vô địch trong các đô vật chính của WWE đều được tranh đấu.
Trùng hợp với phần mở rộng thương hiệu WWE ban đầu (2002–2011), các sự kiện từ năm 2007 đến năm 2010 có sự góp mặt của các đô vật từ thương hiệu Raw và SmackDown. Các sự kiện từ năm 2007 đến năm 2009 cũng có sự góp mặt của thương hiệu ECW trước khi thương hiệu đó bị giải thể vào đầu năm 2010. Trong lần mở rộng thương hiệu đầu tiên, ba thương hiệu này được quy tựu các đô vật chính của WWE. Việc mở rộng thương hiệu kết thúc vào tháng 8 năm 2011, nhưng đã được phục hồi vào tháng 7 năm 2016 với Raw và SmackDown một lần nữa đại diện cho đô vật chính.
Theo ý tưởng ban đầu của sự kiện (2007–2015), 10 chức vô địch WWE khác nhau đã được tranh đấu tại Night of Champions. Chỉ có 4 trong số 10 chức vô địch này được tranh giành ở mọi sự kiện trong thời gian này. Đó là WWE Championship (được gọi là WWE World Heavyweight Championship tại các sự kiện năm 2014 và 2015), WWE Intercontinental Championship, WWE United States Championship và WWE Tag Team Championship, giải sau được đổi tên thành Raw Tag Team Championship vào năm 2015. 2016 trùng với đợt mở rộng thương hiệu thứ hai bắt đầu vào năm đó. Mặc dù sự kiện năm 2023 không giữ lại khái niệm ban đầu này, nhưng bốn chức vô địch mới hơn đã được tranh giành, nâng tổng số chức vô địch khác nhau tranh giành tại Night of Champions lên 14, và lần lượt biến Intercontinental và Raw Tag Team Championship trở thành hai danh hiệu duy nhất được bảo vệ ở mọi giải đấu.

## Tổ chức
| 1                                                    | Vengeance: Night of Champions | 24/6/2007 | Houston, Texas             | Toyota Center            | John Cena (c) vs. Mick Foley vs. Bobby Lashley vs. Randy Orton vs. King Booker trong trận đấu Five-Pack Challenge tranh đai WWE Championship         | [ 1 ] [ 2 ] [ 3 ] |
| 2                                                    | Night of Champions (2008)     | 29/6/2008 | Dallas, Texas              | American Airlines Center | Triple H (c) vs. John Cena tranh đai WWE Championship                                                                                                | [ 4 ] [ 5 ]       |
| 3                                                    | Night of Champions (2009)     | 26/7/2009 | Philadelphia, Pennsylvania | Wachovia Center          | CM Punk (c) vs. Jeff Hardy for the World Heavyweight Championship                                                                                    | [ 6 ]             |
| 4                                                    | Night of Champions (2010)     | 19/9/2010 | Rosemont, Illinois         | Allstate Arena           | Sheamus (c) vs. Wade Barrett vs. Chris Jericho vs. Edge vs. Randy Orton vs. John Cena trong trận đấu Six-Pack Elimination tranh đai WWE Championship | [ 7 ]             |
| 5                                                    | Night of Champions (2011)     | 18/9/2011 | Buffalo, New York          | First Niagara Center     | Triple H vs. CM Punk trong trận đấu No Disqualification                                                                                              | [ 8 ]             |
| 6                                                    | Night of Champions (2012)     | 16/9/2012 | Boston, Massachusetts      | TD Garden                | CM Punk (c) vs. John Cena tranh đai WWE Championship                                                                                                 | [ 9 ]             |
| 7                                                    | Night of Champions (2013)     | 15/9/2013 | Detroit, Michigan          | Joe Louis Arena          | Randy Orton (c) vs. Daniel Bryan tranh đai WWE Championship                                                                                          | [ 10 ]            |
| 8                                                    | Night of Champions (2014)     | 21/9/2014 | Nashville, Tennessee       | Bridgestone Arena        | Brock Lesnar (c) vs. John Cena tranh đai WWE World Heavyweight Championship                                                                          | [ 11 ]            |
| 9                                                    | Night of Champions (2015)     | 20/9/2015 | Houston, Texas             | Toyota Center            | Seth Rollins (c) vs. Sting tranh đai WWE World Heavyweight Championship                                                                              | [ 12 ]            |
| 10                                                   | Night of Champions (2023)     | 27/5/2023 | Jeddah, Ả Rập Xê Út        | Jeddah Super Dome        | (Kevin Owens và Sami Zayn) (c) vs The Bloodline (Roman Reigns và Solo Sikoa) tranh đai Undisputed WWE Tag Team Championship                          |                   |
| (c) – chỉ người nắm giữ đai vô địch tham dự trận đấu |                               |           |                            |                          | |                   |